# 沖縄県道137号佐敷玉城線
沖縄県道137号佐敷玉城線（おきなわけんどう137ごう さしきたまぐすくせん・県道佐敷玉城線）は沖縄県南城市佐敷津波古と玉城仲村渠とを結ぶ一般県道。

## 概要

### 区間
- 起点：南城市佐敷字津波古（国道331号）
- 終点：南城市玉城字仲村渠（国道331号）
- 総延長：7.52km
- 実延長：6.49km

### 通過自治体
- 南城市

### 交差する路線
- 国道331号（起点・終点）
- 沖縄県道236号玉城那覇自転車道線（沖縄のみち自転車道、南城市佐敷新里・同市玉城仲村渠）
- 沖縄県道86号南風原知念線（南城市玉城親慶原 - 玉城垣花）
  - 南部東道路
    - 南城佐敷・玉城インターチェンジ（南城市玉城親慶原）

### 重複路線
- 沖縄県道86号南風原知念線（南城市玉城親慶原 - 玉城垣花）

### 主要施設
- 南城市役所（南城市佐敷新里）
- ユインチホテル南城（南城市佐敷新里）　かつては「沖縄厚生年金休暇センター」だった
- 垣花樋川（南城市玉城垣花）

## 路線バス
元々那覇バスターミナルなどから沖縄バスや東陽バスの路線が当県道に乗り入れており、沖縄バスは沖縄バス親慶原出張所、東陽バスは馬天営業所が県道沿いに面しているが、2019年10月に南城市がコミュニティバス「Nバス」の運行開始で南城市内の路線バスが大きく一変した。 
2018年に完成した南城市役所本庁舎（佐敷新里）そばにバスターミナルを新設し、「Nバス」導入に伴う南城市内のバス路線の再編と集約を行い、うち沖縄バスは親慶原出張所や市内にあった大城駐車場（大城駐車場は2020年3月末）を廃止、新たに「南城出張所」を設置した。これにより、南城市内間のバス移動の利便性が向上したのに加え、市役所にバスターミナルを置くことによって市役所への利便性と市外（主に那覇方面）へのバスもここで乗り換えることができるようになった。市役所のバスターミナルには当県道を通る沖縄バス全路線、東陽バスの37番（那覇新開線、一部は馬天営業所発着のまま）、そして南城市コミュニティバス「Nバス」全路線が発着するようになったほか、琉球バス交通の50番（百名（東風平）線）が平日朝のみこのバスターミナル始発便が1便ある（通常は百名バスターミナル発着）。 
当県道は南城市役所に向かう道路があるため、Nバスが一部の路線を除きすべて路線が通っており、南城市役所バスターミナル発着としてるため、当県道がほぼ全区間通ってる路線でも南城市役所には立ち寄る（百名～仲村渠の旧国道からの降格区間は百名バイパス経由で百名を通るため、Nバスも含め路線バスは通らない）。
なお当県道はすべて南城市内であるため、ここでは地名表記に「南城市」は省略している。

### 南城市外から乗り入れる路線バス
- 36番・糸満新里線（沖縄バス） 佐敷新里交差点 - 南城市役所入口
- 37番・那覇新開線（東陽バス） 佐敷新里交差点 - 南城市役所入口

（馬天営業所発着のみ、津波古馬天営業所 - （バイパス） - 新里坂交差点 - 新里交差点）
- 39番・南城線（沖縄バス） 佐敷新里交差点 - 南城市役所入口
- 40番・大里線（沖縄バス）　玉城親慶原 - 南城市役所入口
- 50番・百名（東風平）線（琉球バス交通）　南城市役所入口→玉城親慶原→（県道86号）→垣花→百名（平日朝の南城市役所始発便のみ）
- 191番・城間（一日橋）線（東陽バス） 佐敷津波古馬天営業所 - 新里坂交差点 - 新里交差点
- 309番・大里結の街線（沖縄バス）　玉城親慶原 - 南城市役所入口
- 339番・南城結の街線（沖縄バス）　佐敷新里交差点 - 南城市役所入口

### 南城市コミュニティバス「Nバス」
一部の路線を除き、いずれも佐敷新里の南城市役所バスターミナル（南城市役所）を発着としているため、最寄の南城市役所入口から表記している。
- Aルート（知念・佐敷一周線）　南城市役所入口 - 佐敷新里坂交差点 - 津波古 - （国道331号） - 玉城百名 - 親慶原 -　南城市役所入口（A1ルート、A2はその逆）
- B1・B2ルート（ニライカナイ橋・つきしろ線）　南城市役所入口 - 佐敷新里坂交差点　-　津波古 - （国道331号・県道86号） - 玉城親慶原 - 南城市役所入口（B1ルート、B2はその逆）
- B3ルート（つきしろ線）　南城市役所入口 - 玉城親慶原（県道86号経由でつきしろで折り返した後再び南城市役所方面へ戻る）
- Cルート（玉城・大里一周線）　南城市役所入口 - 玉城親慶原
- Dルート（玉城東回り線）　南城市役所入口 - 玉城親慶原 - （県道86号） - 垣花 - 百名（D1は市役所→親慶原→百名→（玉城内各地）→親慶原→市役所、D2はその逆）
- Fルート（玉城西回り線）　南城市役所入口 - 玉城親慶原
- Gルート（向陽高校線）　南城市役所入口 - 南部東道路南城佐敷・玉城IC

## 歴史・特徴
- 1953年（昭和28年）に玉城村（現南城市玉城）親慶原 - 佐敷村（現南城市佐敷）新里が軍道137号線、玉城村（現南城市玉城）百名 - 親慶原が琉球政府道百名親ヶ原線として指定された。1965年（昭和40年）に政府道百名親ヶ原線が政府道137号線となり、軍道137号線と同一路線となる。なお百名 - 仲村渠は政府道44号線の一部だった。
- 1972年（昭和47年）の本土復帰と同時に軍道・政府道137号線が県道137号線となる（百名 - 仲村渠は国道331号の一部に）。
- もともとは県道137号をそのまま路線名として起点を玉城村（現南城市玉城）百名、終点を佐敷町（現南城市佐敷）津波古としていたが、最近になって現在の路線名がつけられ、起点と終点を入れ替えた。
- 起点部の南城市佐敷では玉城方面から佐敷新里へ直接国道331号へ抜ける旧道と新里の国道との交点手前から分岐して佐敷津波古へのバイパスがある。現在の起点はバイパス側である。また終点は南城市玉城百名だったが、この付近に1996年（平成8年）に国道331号百名バイパスが完成したため、一部の旧道が県道に降格されこの路線となった。